# Jean Rustin

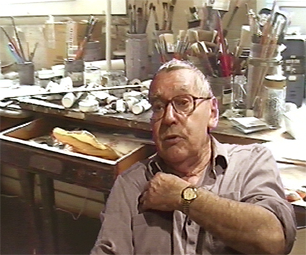
Jean Rustin

Jean Rustin (3 de marzo de 1928 - 24 de diciembre de 2013) fue un pintor francés, y un importante artista figurativo.

## Biografía
Nació en Montigny-lès-Metz el 3 de marzo de 1928. A la edad de 19 años se trasladó a París, donde estudió en la Escuela de Bellas Artes, en el estudio de Untersteller. Durante la década de 1950 estaba preocupado principalmente con la pintura abstracta, pero en la década de 1970 se embarcó en la figuración. Creó un mundo sombrío y extraño de figuras humanas, donde un callejón sin salida existencial se transforma en miedo, horror, piedad, pero también de ayuda.

## Exposiciones personales
- 1959 -1969 : Galerie La Roue, París, Francia
- 1980-1986 : Galerie Isy Brachot, París, Francia
- 1986-1993: Galerie Marnix Neerman, Brujas, Bélgica
- Desde 1993: Fundación Rustin, Amberes, Bélgica
- 1971: ARC, Musée d'Art Moderne de la Ville de París, Francia, Catálogo
- 1982: Maison des Arts André Malraux, Créteil, París, Francia, Catálogo
- 1994: Städlische Galerie und Ludwig Institut, Schlosz Oberhausen, Alemania
- MAC, Sâo Paulo, Brasil Markiezenhof, Bergen op Zoom, Países Bajos, Catálogo
- 1996 El Delfino Estudio Trust, Londres
- Museo de Arte Contemporáneo da Universidade de São Paulo, Brasil
- 1997 el Museo de Arte Contemporáneo de la Universidad de Chile, Santiago, Chile
- Fundación 2000 Veranneman, Bruxels, Bélgica y Frissiras Museum, Atenas, Grecia
- 2001 Halle Saint-Pierre y Marie Vitoux Galerie, París, Francia

## Obras en colecciones públicas
- Argelia: Musée National des Beaux Arts, La Hamma
- Alemania: Hamburger Kunsthalle
- Städtische Galerie Ludwig et Institut, Sc
- Schloss Oberhausen
- Inglaterra: British Museum, Londres
- Museo Fitzwilliam, de Cambridge
- Museo y Galería de Arte, Birmingham
- Brasil: Museu de Arte Contemporáneo da Universidade de São Paulo
- Chile: Museo de la Solidaridad Salvador Allende, Santiago
- España: Museu Nacional d'Art de Catalunya, Barcelona
- EE.UU.: Museo de Arte de la Universidad de Princeton
- Museo Hirshhorn y Jardín de Esculturas
- Institución Smithsonian, Washington
- El Museo de Arte de Nueva Orleans, Nueva Orleans
- Francia: Centre National d'Art Contemporain, Paris
- De Fond Régional d'Art Contemporain de Seine-Saint-Denis
- De Fond Régional d'Art Contemporain, Rhône-Alpes
- De Fond Régional d'Art Contemporain du Val-de-Marne
- Musée d'Art Moderne de la Ville de Paris

## Monografías
- Rustin, Entretiens avec Michel Troche, textes de Bernard Noël et Marc Le Bot, Editions de l’Equinoxe, Paris, 1984.
- Edward Lucie-Smith, Rustin, London, 1991.
- Agnès Meray, Regards sur l'Œuvre de Jean Rustin, Thèse, Université de Paris I, 1992.
- Revue Enfers, Jean Rustin, April 1996, textes de Claude Roffat, Pascal Quignard, Agnès Meray, Jean Clair, Françoise Ascal, Edition Pleine Marge, Paris.